# 伊豆珪石鉱山
伊豆珪石鉱山（いずけいせきこうざん）は、静岡県賀茂郡西伊豆町宇久須及び伊豆市土肥にあった珪石や明礬石を産出した鉱山である。板ガラスの原料となる珪石を採掘する鉱山として本格的な開発が行われ、また第二次世界大戦末期には明礬石がアルミニウムの原料として注目され、詳細な鉱床調査の後に大規模な採掘計画が進められた。
終戦後は珪石の輸入が止まる中で、日本における板ガラス原料用珪砂の主要産地となった。板ガラス原料としての需要が減少した後は、主に軽量気泡コンクリート（ALC）の骨材として利用された。

## 地質学的特徴

### 鉱床の特徴
伊豆珪石鉱山は、静岡県西伊豆町宇久須と伊豆市土肥との境界付近の東西約4キロメートル、南北約2キロメートルの範囲に広がる珪石と明礬石を主に産する鉱山である。鉱床は標高約400メートルから600メートルの西伊豆町と伊豆市との境界である尾根筋を中心に広がっており、おおむね鉱床中心部に珪石鉱床があって、珪石鉱床と隣り合うように明礬石鉱床が広がり、更に鉱床の外縁を粘土化帯が囲むように形成され、鉱床の断面は漏斗状になっている。
鉱床の最西部には明礬石鉱床である深田鉱床がある。深田鉱床は戦前期に露天掘りによる本格的採掘が計画された鉱床であったが、終戦により本格稼働に至らなかった。深田鉱床の東北東約1.5キロメートル付近から、珪石鉱体である西豆第1、西豆第2、芝山第1、芝山第2、八向鉱体が東西方向に連なっている。戦後まもなくは芝山第1鉱体で珪石の採掘が行われたが、鉱体の規模は東端の八向鉱体が最も大きく、後に伊豆珪石鉱山の主力鉱体となった。芝山第1、芝山第2、八向鉱体と隣り合うように明礬石鉱床の芝山鉱床、八向鉱床があり、少し離れた場所にやはり明礬石鉱床である八木沢鉱床、佛石鉱床、妙見鉱床がある。
板ガラスの原料として産出された珪石は、二酸化ケイ素の含有量が97パーセントを超え、酸化鉄の含有量が0.1パーセント以下、酸化アルミニウムは1パーセント以下と、板ガラス原料にふさわしい純度が高いものであったが、微粉が多いことが欠点とされた。また伊豆珪石鉱山の珪石鉱床は規模が大きくかつ鉱床の均質性が高く、珪石には夾雑物がほとんど見られず、ほぼ多孔質の微粒石英からのみで形成されているという特徴があり、これらの特徴は日本の他の珪石鉱床では見られないものである。
明礬石鉱床は日本国内で最も規模が大きい鉱床である。戦前から戦時中にかけてアルミニウム原料として注目され、第二次世界大戦末期には国家管理のもとで大規模な開発が進められた。アルミニウム原料としてみた場合、伊豆珪石鉱山の明礬石はアルミナの含有量は少ないが、鉱石中の夾雑物はほぼ石英のみで浮遊選鉱が容易であり、しかも埋蔵量も豊富であるためアルミニウム資源として有望視された。また明礬石はカリウムの原料としても利用されるが、伊豆珪石鉱山の明礬石はカリウムの含有量が低く、資源としての利用価値は低かった。

### 鉱床の形成

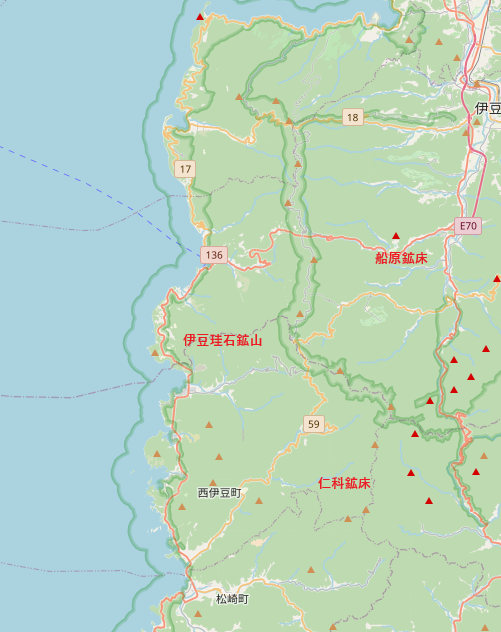
伊豆半島にある珪石鉱床の位置関係

伊豆半島には伊豆珪石鉱山以外にも、狩野川支流である船原川中流域には小規模な明礬石鉱床の船原鉱床、そして伊豆珪石鉱山の南約9キロメートル、長九郎山の北約2キロメートルのところには大規模な明礬石鉱床である仁科鉱床がある。後述のように仁科鉱床は伊豆珪石鉱山の明礬石鉱床とともに、戦時中はアルミニウム原料として注目され、鉱山開発が進められた。
伊豆珪石鉱山、船原鉱床、仁科鉱床は、いずれも鮮新世から更新世にかけての火山活動に伴う熱水による変成作用の結果、形成された酸性変質帯である。中でも伊豆珪石鉱山が属する宇久須酸性変質帯は最も規模が大きい。
伊豆珪石鉱山の鉱床を形成した熱水活動については、鉱山西部の深田鉱床はカリウム-アルゴン法によれば約220万年前と約120万年前、深田鉱床以外の宇久須酸性変質帯は約150万年前の活動であるとの数値が出ている。深田鉱床の120万前と他の宇久須酸性変質帯の150万年前という年代は比較的近く、ほぼ一連の火山活動に伴う熱水による変成であると考えられている。またもうひとつの深田鉱床の変成年代として報告されている約220万年前という数値からは、深田鉱床では2回熱水による変成が起きたことが考えられるが、年代測定値以外に2度の熱水活動があった兆候は確認されていない。
伊豆珪石鉱山の場合、熱水によって変成した岩石は湯ヶ島層群の安山岩類と熱海層群の小下田安山岩類と柴山湖成堆積物層であると考えられている。湯ヶ島層群は中新世中期、熱海層群は更新世に形成されたと見られている。
明礬石内の変質した鉱物や、硫黄の同位体比から判断すると、変成作用をもたらした熱水は変質帯中央部では約300度、周辺部でも200度以上の高温であったと考えられている。このような火山活動に伴う高温の熱水は、マグマ起源の二酸化硫黄や塩化水素を豊富に含む酸性塩化物硫酸塩型流体であり、この高温かつ強酸性の酸性塩化物硫酸塩型流体は、最終的には岩石から二酸化ケイ素以外のほとんどの物質を溶脱させてしまう。そしてこの高温かつ強酸性の流体は、次々と周辺の岩石との反応を繰り返し、変質帯の中心部から外側へと変成作用を広げていった。
なお、伊豆珪石鉱山の鉱床を形成した熱水活動は、飯島東、岩生周一は、小下田安山岩類を噴出した火山活動に伴うものであるとする。旧火道を示すと考えられる岩石の存在や岩脈群の状況などから、この火山活動は伊豆珪石鉱山付近を中心とした活動であり、柴山湖成堆積物層はこの小下田安山岩類を噴出した火山の火口湖に堆積したと考えている。この考え方によると伊豆珪石鉱山の鉱床を生み出した大量の熱水は、かつて伊豆珪石鉱山付近で起きた火山活動によって生じたことになる。一方、カリウム-アルゴン法により想定される変成年代の約150万年前から120万年前は棚場火山の活動時期と重なることから、鉱床を生み出した熱水活動は棚場火山の活動に伴うものであるとの説が唱えられている。

## 昭和戦前期から戦時中にかけての鉱山
戦前期、伊豆珪石鉱山の鉱床は珪石鉱床と明礬石の鉱床は別会社が採掘を行っていた。珪石鉱床に関しては旭硝子の子会社である東海工業が板ガラスの原料として採掘していた。一方、明礬石の鉱床はアルミニウム資源として重要視され、まず宇久須村内で金山を経営していた佐藤謙三が開発に着手し、佐藤による佐藤鉱業所から宇久須鉱業、最終的には住友鉱業が経営した。

### 珪石鉱床の発見と開発

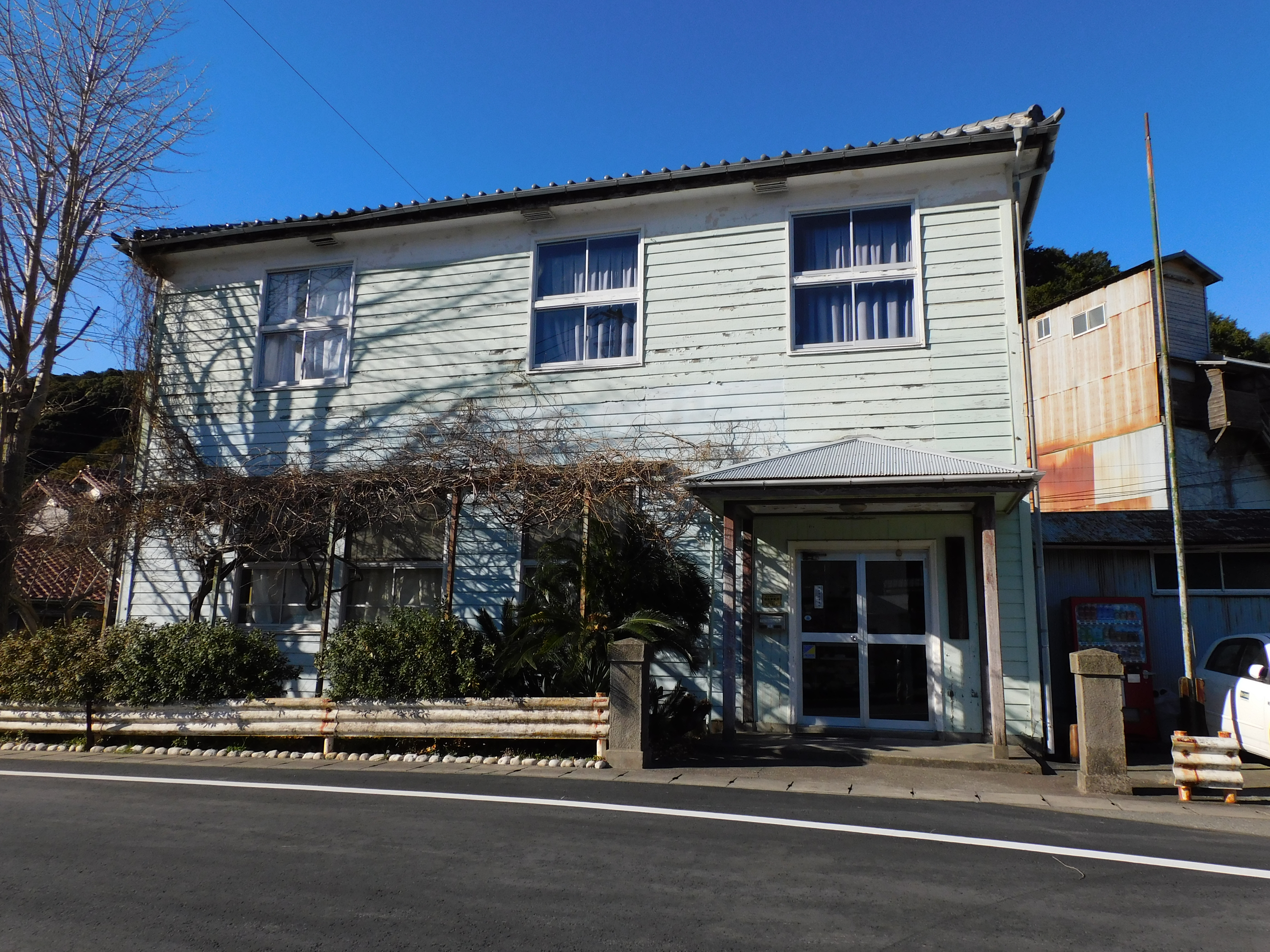
西伊豆町宇久須にある東海工業伊豆事業所

宇久須の珪石鉱床は、1897年に遠江出身の山内弥三郎が発見したと伝えられている。山内は宇久須で珪石を採掘、粉砕した上で輸送、販売する事業を起こしたが、約3年で事業中止となった。その後6名の人物が鉱山事業に取り組んだものの、全員成功しなかった。
1933年、旭硝子は賀茂郡宇久須村の珪石鉱床についての情報を入手し、調査を開始した。板ガラス製造に欠かせない珪砂は、旭硝子では創業時から和歌山県白浜町湯崎の白浜海岸の砂を利用していたが、二酸化ケイ素以外の不純物の含有量が多い上に埋蔵量も少なく、ガラス原料には不向きであった。
旭硝子としては日本各地で良質な珪砂の発見に努めたものの、なかなか良いものが見つからなかった。そこで朝鮮半島や中国方面にも調査の手を伸ばしたところ、1914年に全羅南道の木浦近くの大黒山島、そして1917年には黄海道の九味浦で良質な珪砂を発見した。中でも九味浦の珪砂は二酸化ケイ素の含有量が97パーセントを超え、埋蔵量も豊富でありガラス原料として優良であった。
埋蔵量が少なかった大黒山島の珪砂は約10年で枯渇したものの、九味浦の珪砂は安定的に供給され続け、戦前期の旭硝子の主要珪砂供給源となった。しかし旭硝子は板ガラスの需要拡大を見て、更なる珪砂資源の確保に努めた。そのような中で検討された方法の一つが、珪石を細かく粉砕して珪砂を得る方法であった。1930年からはフランス領インドシナからの珪砂の輸入が始まり、中でもカムラン湾の珪砂は、九味浦を上回る品質であった。一方、珪石の粉砕による珪砂の製造という点から着目したのが宇久須の珪石であった。
旭硝子による調査の結果、宇久須の珪石は不純物が少なく朝鮮産の珪砂を上回る品質であり、しかも埋蔵量も豊富であることが判明した。1936年末には海上輸送の運賃が高騰し、また次第に国際的な緊張が高まっていく情勢下ではカムラン湾からの珪砂が安定して確保できるかどうかが不透明になりつつあった。
しかし板ガラスの原料としてはこれまで珪砂が利用されており、珪石を細かく粉砕して板ガラスの原料とした例は無かった。そこで旭硝子試験場では宇久須産の珪石を使用して板ガラスを製造する試験を繰り返し、鶴見工場でも実用試験を行った上で利用可能との判断が下された。
また旭硝子は鉱区の所有権者らから権利の回収を進め、資源量の詳細調査を行っていた。1933年3月には国内産珪砂の供給体制の強化を目的とした旭硝子全額出費による新会社、東海工業が宇久須を本社として設立され、翌1934年6月には宇久須に珪石を粉砕する砕石工場が建設された。また宇久須には珪石搬出用として、50トンクラスの船舶が横付け可能な小桟橋が設けられた。1935年から本格的な珪石の採掘が開始され、旭硝子鶴見工場に板ガラス原料として供給されるようになった。
国際情勢が緊迫化する中でフランス領インドシナの情勢も悪化していき、1939年にはカムラン湾からの珪砂輸入はストップした。1941年、宇久須では19000トン近くの珪石を採掘した。しかし戦時体制が強化されていく中で後述の明礬石鉱床の開発が優先されたことと、戦況の悪化によって珪石の採掘量は激減する。

### 明礬石鉱床の発見と開発
1934年、宇久須村内で大久須金山を経営していた佐藤謙三は金山近隣の鉱区を買収した際、鉱区内にある露頭の白い結晶状をした鉱物について疑問を抱き、秋田鉱山専門学校の加賀谷文治郎助教授にその鑑定を依頼した。加賀谷の鑑定の結果、白い結晶状の鉱物は明礬石であることが判明した。加賀谷らの調査の結果、宇久須の明礬石鉱床は大規模な鉱床であることが判明した。
佐藤は明礬石鉱床の存在が明らかになると、今後アルミニウムやカリウムの資源として活用されることを予測し、宇久須村、田方郡西豆村、土肥村の3村にまたがる広範囲の採掘権を取得した。鉱区の取得に続いて、佐藤は浅野財閥の重役であった前川益以らの紹介を受けて東京の住友本社を訪問し、鉱山開発への協力を要請した。住友側はこの最初の佐藤による要請は断ったものの、2回目は前川らが同道して住友本社を訪ね、加賀谷らの調査結果を示しながら改めて宇久須の明礬石鉱山開発への協力を要請した。住友側は佐藤らの2度目の要請を受けて調査を行うことを決定し、調査の結果、佐藤は1936年2月に住友側と鉱山開発についての契約を結んだ。
佐藤は住友からの援助を受けながら探鉱調査を進めた。また住友側も住友鉱業、住友化学の手によって、鉱石の分析、選鉱、精錬やアルミナ、アルミニウム製造研究が行われた。更に日本学術振興会の委嘱を受け、1939年末から1940年初頭にかけて岩生周一が鉱床の詳細な調査を実施した。これらの調査結果により、宇久須の明礬石鉱床の埋蔵量は約2000万トンと推定された。

#### アルミニウム原料と鉱山開発
昭和期に入り、航空産業等の発達に伴って加工技術が進歩し、更にジュラルミン等の合金の普及によってアルミニウムの需要は増大していった。また航空機の発達と国際情勢の緊迫化により、軍需用のアルミニウム需要増が想定されるようになった。そのような情勢下、軍需上のアルミニウム需要増を見通した軍部は、国防上の見地からアルミニウム原料の国産化を強く求めるようになった。
軍部が想定していたアルミニウムの国産原料とは、明礬石、粘土の一種、礬土頁岩、リン酸礬土などであった。しかしこれらの国産原料によるアルミニウム製錬は、ボーキサイトを用いたバイヤー法によるものよりも技術的に困難で、経済的に採算が合わなかった。それでも1939年には日本電工が朝鮮産の明礬石を原料としたアルミナの生産を始め、続いて1935年に日満アルミニウムが満州産の礬土頁岩、1936年には住友化学がやはり朝鮮産の明礬石を原料としてアルミナの生産を開始した。
しかし1936年以降、欧米からの最新技術を導入してオランダ領東インド産のボーキサイトからアルミナが生産されるようになると、国産原料によるアルミナ製造はたちまちのうちに採算面で苦境に追い込まれ、1937年には日本電工、住友化学がボーキサイトによるバイヤー法に転向する。結局国産及び満州、中国産の明礬石、礬土頁岩、リン酸礬土を主原料としてアルミナ製造を続けたのは日満アルミニウム、そして後にアルミニウム製錬に参入した日東化学工業、朝鮮窒素、満洲軽金属であった。
国際関係の緊迫化、特に1937年の日中戦争開始後、軍需用のアルミニウム増産要求は更に強まっていき、商工省もアルミニウムの積極的な増産計画を立案する。このような中で改めてアルミニウム原料の国産化が課題とされた。1940年度から各企業の国産原料を用いたアルミナ製造研究に奨励金が交付されるようになった。また理化学研究所などの研究所で国産原料からのアルミナ製造研究が進められた。国際情勢が厳しくなる中で、1940年4月にギリシア産、1941年5月にはオランダ領東インド産のボーキサイトの輸入が中止され、ボーキサイトの輸入量が激減してその対策に追われることになった。そのような中で、1941年5月に佐藤謙三と前川益以は、明礬石の製錬によりアルミニウムと硫酸カリウムが製造されるため、アルミニウム資源の国産化と化学肥料の生産による食糧問題の解決を一挙に図ることができるとして、明礬石を原料としたアルミニウムと硫酸カリウムを製造する国策会社を設立すべきであると主張した。
しかし日本の第二次世界大戦参戦後、日本軍は1942年3月にボーキサイトの主要産地であったビンタン島を占領し、5月には日本向けのボーキサイト積み出しが始められた。そのため軍部、政府そして各会社のアルミニウム原料国産化への動きはいったんトーンダウンした。

#### 戦況の悪化と宇久須の明礬石
ビンタン島など、南方からのボーキサイトの供給は1943年半ば頃までは順調であった。しかし1943年後半からは戦況の悪化に伴い南方からの海上輸送が困難となっていく。ボーキサイトの利用が困難となりつつなる中で、改めて国産原料によるアルミニウム製造が注目されるようになった。当初、国産原料の中で最有力とされたのは中国産の礬土頁岩であり、アルミニウム製錬各社はそれぞれ礬土頁岩の製錬法についての研究を始めた。また伊豆半島の宇久須と、宇久須の後に発見された仁科の明礬石の利用も進めていくこととなり、伊豆半島に近い日本軽金属清水工場では、1943年10月に明礬石苛性ソーダ法の製錬施設の建設が始まり、12月には明礬石マグネサイト法のパイロットプラント建設が開始された。
宇久須の明礬石鉱床は、佐藤謙三経営の佐藤鉱業所であったが、1943年9月、明礬石の開発促進を目的として新たに宇久須鉱業が設立された。これより先、1943年1月に地元の静岡県は「静岡県軽金属増産推進協力会」を設置して伊豆の明礬石開発をバックアップする体制を整えていたが、1943年11月には軍需省の後援のもと、「伊豆明礬石緊急戦力化現地促進協議会」へと改組強化され、バックアップ体制を強固にした。
明礬石鉱床については各鉱床とも探鉱が行われたが、深田鉱床、芝山鉱床、八向鉱床、八木沢鉱床では探鉱坑道を掘削しての探鉱が進められていた。中でも明礬石の主力鉱床とされた深田鉱床は、探鉱の結果、鉱床の詳細な状況が把握された。当初、伊豆の明礬石鉱床で有望視されていたのはアルミナの含有量が多く、埋蔵量も豊富であると推定されていた仁科の明礬石鉱床の方であった。しかし探鉱を進めていく中で、仁科の明礬石鉱床はアルミナ含有量は平均すると20パーセント程度であり、鉱床内に明礬石、粘土、珪石が混在しており、鉱床内の明礬石の品位は安定せず、富鉱と貧鉱が混在しており、肝心の明礬石自体も石英以外にカオリナイトなどの夾雑物が多いことがわかった。一方、宇久須はアルミナの含有量自体は13パーセントから15パーセント程度と仁科よりも低いものの、鉱床内の鉱石の質は安定しており、鉱石の夾雑物もほぼ石英のみで浮遊選鉱による選鉱が容易である上に、推定埋蔵量が約2000万トンと極めて豊富であるため、宇久須の明礬石鉱床開発が優先されることになった。しかも宇久須の明礬石鉱床は比較的海に近く、鉱石等の輸送に有利であり、地形的にも比較的傾斜が緩やかで鉱山設備建設が容易であった反面、仁科は海から遠く、しかも地形が急峻であり、輸送や鉱山設備の建設面から見ても不利であった。
1944年に入ると、戦況はより悪化して大陸からの礬土頁岩の輸送も困難となった。1944年8月、日本軽金属では政府からの指示に従って伊豆の明礬石をアルミニウム主原料とする方針に変更された。1945年に入ると、ボーキサイト、礬土頁岩の入手はほぼ不可能となり、明礬石に頼らざるを得なくなる。1945年1月15日、軍需省航空兵器総局内に伊豆明礬石開発本部が設けられ、2月25日には政府は「伊豆明礬石の緊急増産開発要綱に関する件」を決定し、国が主導して宇久須の明礬石開発を進める体制が整えられた。そして1945年2月には宇久須鉱業は改組されて住友鉱業の経営となった。関係者の証言によれば、土肥の旅館に総責任者として陸軍少将が常駐し、宇久須の旅館では中佐ら数名の将校が生活し、宇久須小学校に開発本部の現地事務所が設けられた。

#### 明礬石鉱床の本格開発と挫折

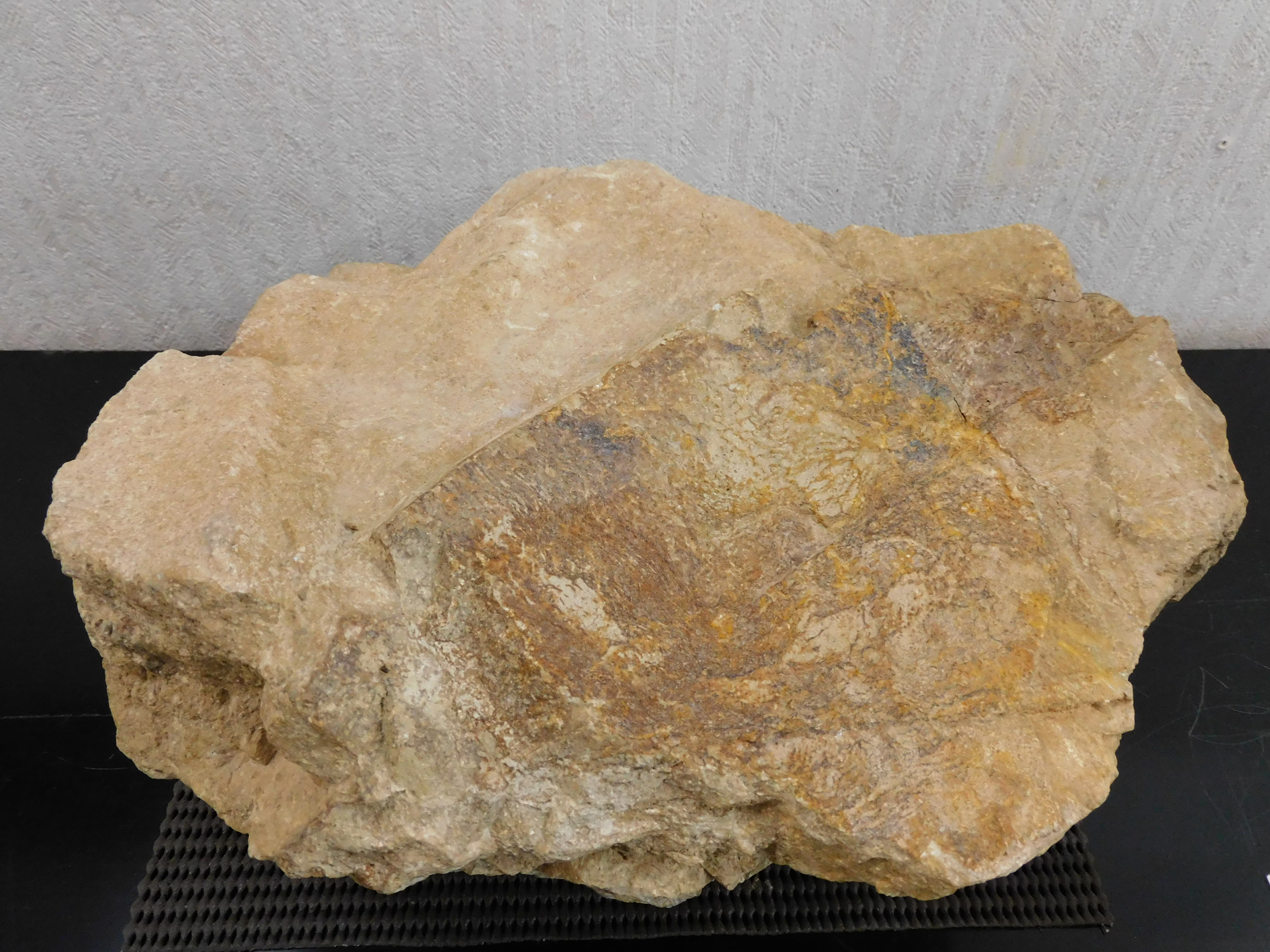
伊豆珪石鉱山で採掘された明礬石を含む珪石

宇久須の北にある土肥金山は、銅製錬の溶剤としてのケイ酸鉱を産出するため金鉱山整備令の適用を免れ、戦時下でも採掘を継続していた。しかし隣の宇久須で明礬石開発が本格化する中で、1944年6月には操業停止となり、鉱山設備、人員、資材が宇久須の明礬石鉱山に振り向けられることとなった。土肥金山の他にも、本格操業に向けて全国各地の鉱山の鉱山設備から転用がなされた。鉱山の本格開発は住友鉱業が主導し、まずは住友赤平炭鉱からやって来た従業員が鉱山経営の実務を担っていたが、その後、住友鉱業本社の社員が派遣され経営を担うようになって経営体制が整えられた。
鉱山で働いていたのは、主に徴用された中国人、朝鮮人、そして勤労学徒たちであった。採掘は中国人、朝鮮人、一部の勤労学徒らが行い、勤労学徒の中にはサツマイモ栽培、事務補助等の仕事を行っていた者もいた。また朝鮮人や中国人は、鉱山に付属する設備や道路の工事にも従事した。採掘された鉱石はトロッコで運搬され、インクラインで山から降ろされてトラックに積まれ、土肥港に運ばれて船で搬出された。宇久須の鉱山関連で働いていた朝鮮人は約800人、中国人は約200人との推定がある。
鉱山の労働環境は劣悪であった。中国人の食事はコウリャン粉、トウモロコシ粉、小麦粉を水で練ってソフトボール大にしたものが一日一つであり、蛇やカエルを殺して労働者同士で分けて食べていたといい、皆、痩せてしまいよろよろと歩いている状態で、結核などの疾病、怪我、栄養失調で亡くなった者も多かった。勤労学徒に対しても衣類が十分に支給できず、食事も消化が悪く栄養不足なものが多く、多くの学生が体調を崩した。中国人や朝鮮人はしばしば脱走し、その都度大掛かりな山狩りが行われた。1944年9月には朝鮮人が争議を起こし、警察が出動して朝鮮人10名を傷害罪で検挙する事件も起きた。
前述のように宇久須で採掘された明礬石は選鉱を行う必要があった。計画では山元で一部鉱石の浮遊選鉱を行い、残りは土肥金山に送って浮遊選鉱を行い、選鉱後の鉱石は日本軽金属清水工場に送り、アルミニウムに製錬する予定であった。そこで軍需省直轄で大規模な浮遊選鉱場の工事が始められた。しかし各種鉱山設備、浮遊選鉱場は未完成のまま終戦を迎えることになり、終戦までに稼働出来たのは土肥と清水の小規模な選鉱場のみであった。鉱山本体に関しても、前述のように詳細な探鉱調査が行われた深田鉱床で露天掘りによる本格的な採掘開始準備が進められたものの、本格稼働前に終戦となった。
宇久須からの明礬石を受け入れる日本軽金属側もアルミニウム製錬が難航していた。日本軽金属では戦況悪化の中で放棄された南方でのアルミニウム製錬工場建設用の資材等を流用して、伊豆の明礬石による製錬設備を建設することにした。しかし昭和電工で採用された実績もあって製錬法の主力として期待していた明礬石苛性ソーダ法は、まず大量の苛性ソーダを使用する必要があり、仁科産の明礬石に含まれる不純物がアルミナ精製を著しく阻害し、その上、鉱石中の硫黄分が精製機器を腐食させる等の障害が起きるなど実用化が難航する中で、主に大陸方面から入手していく予定であった苛性ソーダが十分に確保できなくなり計画遂行が困難となった。明礬石マグネサイト法においても大陸方面から入手予定であったマグネサイトの手配が困難となったため、やはり計画通りには進まなかった。結局、日本軽金属清水工場での明礬石へのアルミニウム原料転換工事は、1945年5月に中断となった。
大陸からの原料入手が困難となった後、日本本土で調達できる原料でアルミニウム製錬を行うための模索が続けられた。候補となったのが石灰法と土窯法という方法であった。国内資源のみでアルミナが製造できて、しかも選鉱後の鉱石の品位が大きな問題とならないため、軍需省側からの要請もあって日本軽金属は伊豆明礬石を石灰法で処理する計画を立てることになり、パイロットプラントの建設を進めたが、完成とほぼ時を同じくして終戦となった。一方、土窯法は明礬石と炭素、石灰石を花瓶のような容器に入れ、陶磁器用の登り窯を使って混焼してアルミナを製造する方法で、浅田化学が研究していた方法であった。土窯法は軍需省東海軍需監理部長の岡田資中将が浅田化学から情報を入手し、日本軽金属側に盛んに採用を働きかけたものの、窯からの出し入れ等に多大な労力を費やすなど、工業生産として軌道に乗せるのは困難であると判断して断った。
結局終戦までに伊豆産出の明礬石から精製されたアルミナは約500トンに止った。日本軽金属の国産原料によるアルミニウム製錬は事実上失敗に終わったが、担当者は失敗の原因として、戦時中の資材不足、パイロットプラントでの試験操業の不徹底と並んで、戦局の転換に伴う鉱石の処理方法の変更が相次ぎ、方針が定まらなかったことと、現場の実情を無視した画一的な指示により混乱が生じたことを挙げている。

## 戦後の鉱山
戦前期、特に戦時中はアルミニウム資源として重要視されて鉱山開発が進められた明礬石鉱床であったが、戦後は採掘が中断された。一方、板ガラスの原料として珪石鉱床が注目され、盛んに採掘されるようになった。

### 板ガラス原料用珪砂の主要産地となる

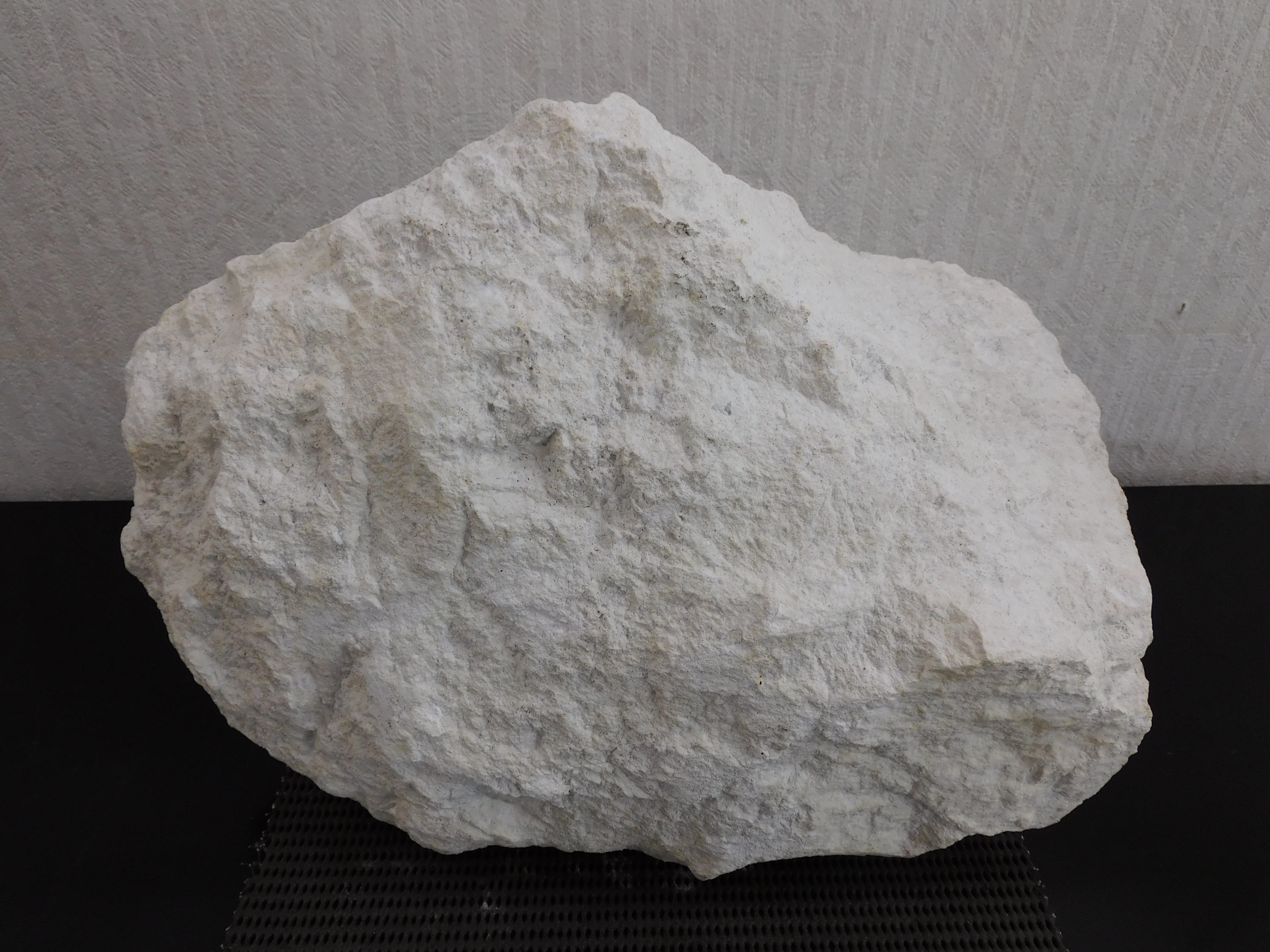
伊豆珪石鉱山で採掘された板ガラス原料用の珪石

戦時中、板ガラスの原料である珪砂の入手は困難となっていく。フランス領インドシナのカムラン湾産珪砂は、日中戦争後の国際関係の悪化によって輸入が困難となり、1939年6月には事実上輸入禁止措置が取られた。その後の仏印進駐によって、1943年から1944年にかけて海軍用の反射鏡製造の名目で一時輸入が再開されたものの、戦況悪化により1944年には再び輸入出来なくなる。また朝鮮半島からの珪砂もまた、軍事的観点から重要物資とは見なされなかった珪砂は輸送用の船舶の割り当てで後回しとなり、戦況の悪化が深刻となる中で海上輸送自体も困難となり、使用が難しくなっていく。珪砂入手困難に直面した板ガラス製造メーカーの旭硝子（三菱化成工業）と日本板硝子は、国内産の珪砂確保に奔走することになる。しかし国内では板ガラス原料にふさわしい珪砂はなかなか見つからなかった。
終戦後、朝鮮とフランス領インドシナからの珪砂輸入は完全にストップする。板ガラスの原料としてどうしても国産原料を使わざるを得なくなる中で、注目されたのが伊豆珪石鉱山の珪石から製造された伊豆珪砂であった。終戦直後、板ガラス用の珪砂として利用可能な資源は伊豆珪砂以外存在しなかった。
珪砂は鉄分があると板ガラスが青緑色となり、粒度が大きいと溶解が難しくなり、逆に細かすぎると不純物が付着しやすくなるため製品に悪影響を与える。つまり板ガラス用の珪砂は鉄分が低く、粒度が揃って適切な大きさであることが求められる。伊豆珪砂は鉄分の含有量は十分低いものの、粒度の小さな微粉が多いという欠点があった。しかし伊豆珪石鉱山の珪石は多孔質で粉砕が容易で、粉砕方法を工夫した上で貯蔵にも注意を怠らなければ良質な板ガラス原料として利用可能であった。
質量とも板ガラス原料としてふさわしかったため、戦後まもなくの時期、日本における板ガラス原料の珪砂供給はその大半を伊豆珪石鉱山の伊豆珪砂が担うことになった。多くの都市が戦災で大きな被害を受けており、戦後復興に伴う建設需要の中、板ガラスの需要も急増する。商工省は板ガラスを建設資材の中でも重点資材として増産方針を立てる。しかも窓ガラスが割れたままで授業が行なわれていた小学校校舎を見たGHQは、学校校舎用板ガラス製造のため、三菱化成工業に重油の特別配給を実施した。こうして日本の板ガラス産業の戦後復興に伊豆珪砂は重要な役割を果たすことになる。
伊豆珪石鉱山は1947年1月の時点で、約150名から200名の従業員により月産約1500トンの珪石を採掘していた。宇久須の集落から鉱山途中まではトラックが通行可能であったが、鉱山の近くは急こう配のため車の通行は不可能だった。鉱山は露天掘りであり、採掘された鉱石はまずトロッコで集められ、続いて軽便索道で粉砕工場へと運ばれ、粉砕後は宇久須港まで約4キロメートルを索道で運ばれていた。また前述のように宇久須港には珪石積み込みのための50トン前後の船舶が横付け可能な小桟橋が設けられていたものの、沖合いで大型船舶への積み替えが必要で経費が掛かり、また風が強いときには荷役が困難となり珪砂生産にも悪影響を与えていた。
商工省地質調査所は、1947年1月に岩生周一に委託して伊豆珪石鉱山の珪石鉱床について現地調査を実施した。日本における板ガラス原料珪砂の産出量の大半を占める伊豆珪石鉱山の増産が強く求められていたにもかかわらず、鉱床調査が十分に行われていなかったため、調査を実施して増産が可能かどうかを判断することになったのである。伊豆珪石鉱山では月産1万トンの増産目標が立てられていたが、調査の結果、埋蔵量、鉱床の採掘条件等から判断して月産1万トン程度の増産は十分可能であると判断されたが、鉱山や港湾の設備増強は必ず行わなければならない課題であると指摘した。
岩生の調査結果に基づき、まず宇久須港の一部を埋め立て、月産5000トンの珪砂生産能力を持つ新工場を建設し、鉱山設備も刷新して、そして更に珪砂の大量搬出を可能とするための港湾設備を新設することが決定された。産業復興公団の融資により1948年1月、宇久須港約3000坪が埋め立てられ、その後1949年6月には埋立地を含む約5000坪の敷地の新工場が完成した。その他露天掘りの改善、索道の増設等が行われた。一方、港湾設備に関しては1947年10月から1950年3月まで、国庫補助を受けた上で静岡県の県営事業として築港工事が行われ、1950年4月には1000トン級の船舶が停泊できる港湾が完成して、天候に関わらず珪砂の積み込みが可能となった。鉱山設備の刷新と新港湾の完成により、伊豆珪石鉱山の珪砂供給能力は大幅に向上した。
なお伊豆珪石鉱山は旭硝子が着目して、子会社である東海工業が鉱山開発を進めてきたが、1948年末からは日本板硝子でも板ガラスの原料として使用を開始し、1952年5月からは本格的に使用するようになった。日本板硝子の伊豆珪石鉱山産の珪砂使用は、愛知県瀬戸市周辺で産出される瀬戸珪砂の産出が軌道に乗る1955年初頭まで続けられた。

### 板ガラス原料からの転換と閉山

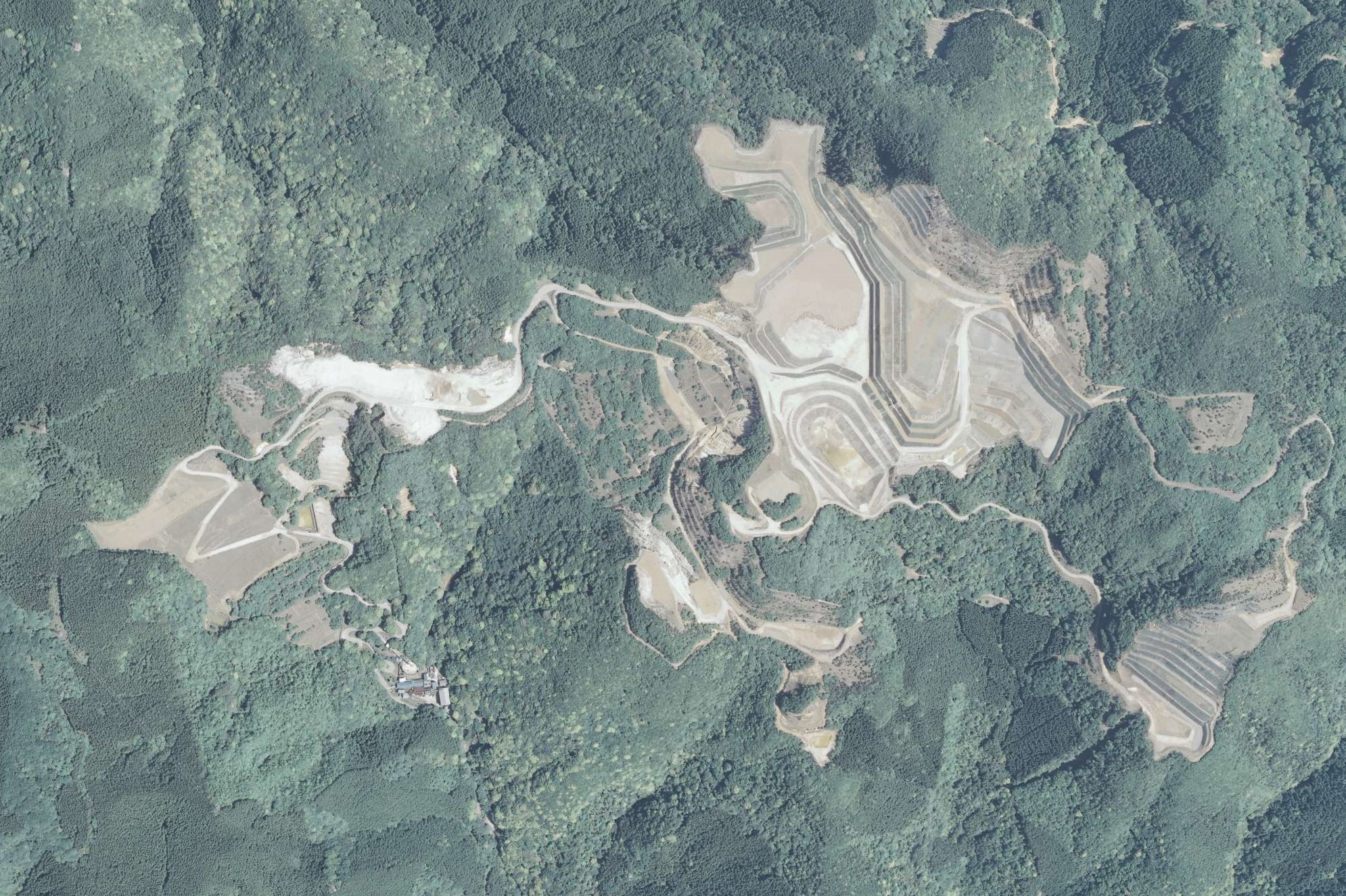
伊豆珪石鉱山採掘跡の航空写真

選鉱技術の進歩により、1950年頃には愛知県瀬戸市周辺で産出される珪砂利用の目途が立った。板ガラスの生産量が増加する中、1955年頃から瀬戸市周辺で産出される珪砂の生産量が急速に増大した。伊豆珪石鉱山の板ガラス原料としての珪砂のシェアは徐々に低下していき、1967年には旭硝子製の板ガラス原料の約4分の1程度となった。そのような中で伊豆珪石鉱山の珪石は、1958年からは断熱建材用としての利用が始まり、1965年からは軽量気泡コンクリート（ALC）の骨材としての利用が始まった。その後、農薬キャリア（増量剤）用の珪石粒としての利用もされるようになった。
1959年の記録では、伊豆珪石鉱山では階段式露天掘りによって月に約1万トンの珪石を採掘していた。採掘された珪石は山元と海岸付近の砕鉱所で破砕され、ドイツハンブルク港の港湾設備に倣った、1時間当たり150トンの処理能力がある可動式の自動積み込み設備で船に積み込まれ出荷された。2006年の時点では、採掘された鉱石をまず各用途に適する品位ごとに分け、改めてX線分析装置にかけて品位のチェックを行った上で破砕に回された。軽量気泡コンクリートの骨材は鉱山に隣接した第一砕鉱所で30ミリメートル以下に破砕されて出荷した。一方断熱建材用、農薬キャリア用は第一砕鉱所で5ミリメートル以下まで破砕された鉱石を、更に宇久須港に隣接した第二砕鉱所で1ミリメートル以下に破砕、篩分けして出荷していた。
板ガラス原料以外の断熱用建材、軽量気泡コンクリート骨材としての利用が広がる中で、伊豆珪石鉱山では珪石鉱床ばかりではなく、明礬石を含む部分も採掘されるようになる。軽量気泡コンクリートはトバモライトという物質が結合剤として作用するが、伊豆珪石鉱山の珪石は結晶度が低いために反応性に優れ、また鉱石中に含まれる明礬石がトバモライトの生成を促進するため、軽量気泡コンクリートの骨材として極めて優れた性質を持ち、ほぼ市場を独占していた。
最盛期には年間約100万トンの鉱石を採掘し、1992年の記録によれば、軽量気泡コンクリートの骨材としての国内シェアは約75パーセントに達していた。伊豆珪石鉱山を経営する東海工業は賀茂村における数少ない雇用先として、東海工業の好不況が村内の商店の売り上げに直結していた
断熱用建材、軽量気泡コンクリートの需要に対応していくため、板ガラス原料としての珪石産出は中止されることになった。1989年10月、伊豆珪石鉱山の板ガラス原料採掘は終了した。
2008年に伊豆珪石鉱山は資源の枯渇により閉山した。採掘跡の土壌は強酸性である上に浸食が激しく、植物の生育が妨げられているが、緑化の努力が続けられている。また2015年2月には伊豆珪石鉱山の採掘跡に、大規模な太陽光発電施設が完成して操業を開始している。

## ガラス文化の里

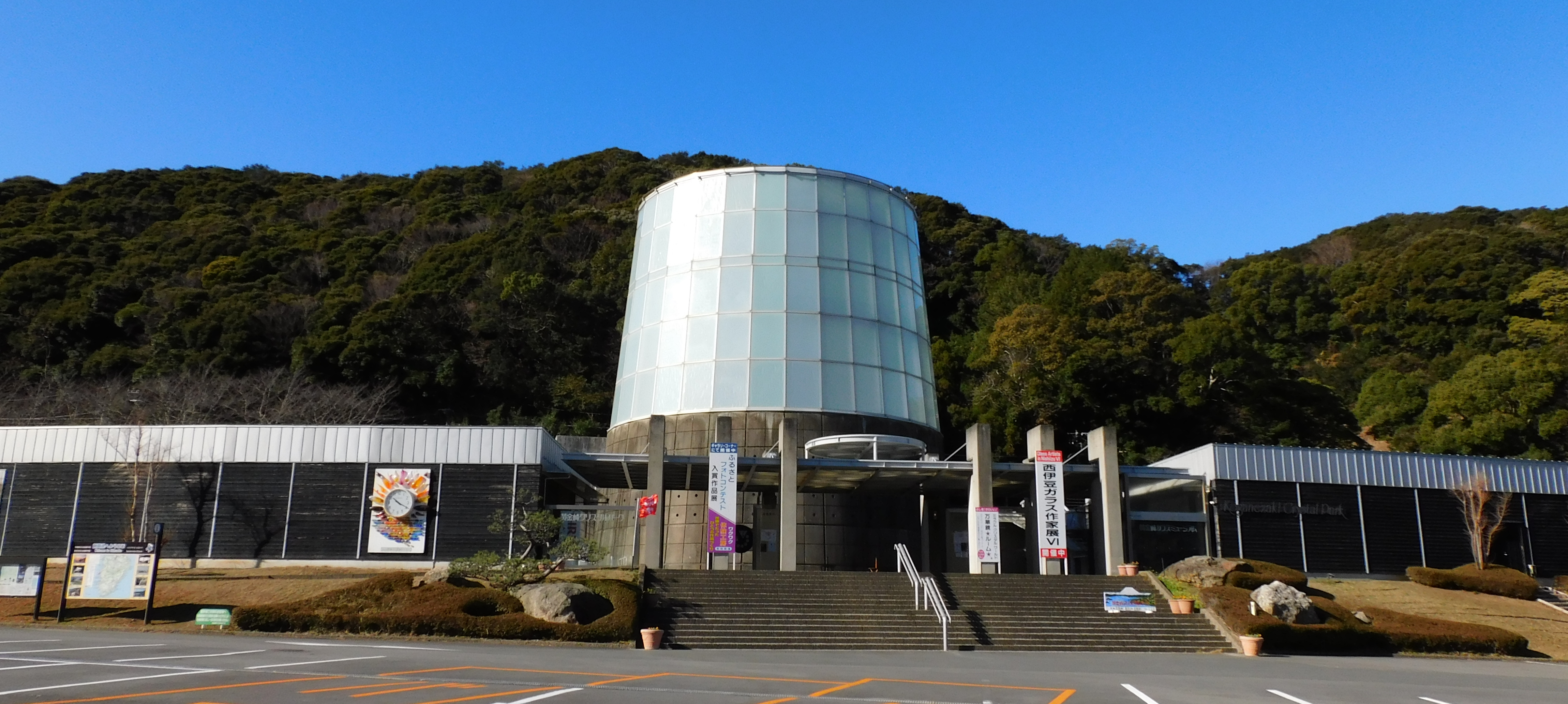
黄金崎クリスタルパーク

地元賀茂村における伊豆珪石鉱山に対する認識は、単にガラスの原料を採掘しているといったものであり、ガラスそのものに対する関心は低かった。そのような中、東海工業は1988年の創立50周年に際し、ガラス文化の里づくり事業を立案する。この東海工業からの提案をきっかけとして、伊豆珪石鉱山が日本のガラス産業とガラス文化を支えてきた歴史を踏まえ、賀茂村ではガラスにちなんだ特色ある村づくり、村の活性化を図る事業を展開していくことになった。
ガラス文化の里計画最大の目玉事業は、黄金崎クリスタルパークである。1993年2月に賀茂村と東海工業が出資する第三セクター会社、伊豆グラスピアが設立され、黄金崎クリスタルパーク事業が進められることになった。賀茂村のガラス文化の里作り事業は、1993年7月に自治省の若者定住促進等緊急プロジェクトに指定され、黄金崎クリスタルパーク以外に、集会、研修施設のガラス文化ふれあい館、クリスタルロード、クリスタルビーチの整備事業、そして賀茂村独自のガラス製品の研究開発といった事業が進められた。
またガラス文化の里づくりの諸事業の推進とともに、賀茂村では1991年3月以降、村民や観光客などを対象としたガラス工芸教室を開催し、小中学校の授業の中にガラス工芸教室を取り入れた。さらに賀茂村ではガラス文化の定着、発展を進めるべく、1996年3月にガラス工芸作家の村内移住を進めるために「ガラスの村、見て聞いて語ってツアー」を実施し、村内での定住を進めるために資金の貸付制度を設けた。その結果、賀茂村に複数のガラス工芸作家が移住して作品作りを行うようになった。
1995年11月、黄金崎クリスタルパークの起工式が行われた。黄金崎クリスタルパークは1997年3月末に竣工し、4月27日にオープンした。地域住民がガラス文化の里づくりにより積極的に参加していくことを目指して、1998年5月からは賀茂村に定住したガラス工芸作家や地域住民らとの意見交換会「ガラス文化の井戸端会議」が行われるようになった。「ガラス文化の井戸端会議」の提案から、2001年からは賀茂村に定住したガラス工芸作家がガラス製の風鈴を制作し、リアカー等で販売する「風鈴まつり」が行われるようになる。なお風鈴まつり開始当初は、風鈴のガラス原料として伊豆珪石鉱山の珪砂が使用された。また定住したガラス工芸作家の協力により、新生児誕生記念事業としてガラスの手形、足形を取って写真立てやプレートにする事業が行われている。